# Saut en hauteur féminin aux Jeux olympiques d'été de 1952
Pour un article plus général, voir Athlétisme aux Jeux olympiques d'été de 1952.
Navigation
Londres 1948 Melbourne 1956
L'épreuve du saut en hauteur féminin aux Jeux olympiques de 1952 s'est déroulée le 27 juillet 1952 au Stade olympique d'Helsinki, en Finlande. Elle est remportée par la Sud-africaine Esther Brand.

## Résultats
| Rang               | Athlète                  | 1,35 m | 1,40 m | 1,45 m | 1,50 m | 1,55 m | 1,58 m | 1,61 m | 1,63 m | 1,65 m | 1,67 m | 1,69 m | Marque |
| ------------------ | ------------------------ | ------ | ------ | ------ | ------ | ------ | ------ | ------ | ------ | ------ | ------ | ------ | ------ |
| Médaille d'or      | Esther Brand (RSA)       | –      | o      | o      | o      | o      | o      | o      | xo     | xo     | xxo    | xxx    | 1.67   |
| Médaille d'argent  | Sheila Lerwill (GBR)     | –      | o      | –      | xo     | o      | o      | o      | xxxo   | xxo    | xxx    |        | 1.65   |
| Médaille de bronze | Aleksandra Chudina (URS) | –      | –      | o      | o      | o      | o      | xo     | o      | xxx    |        |        | 1.63   |
| 4                  | Thelma Hopkins (GBR)     | –      | –      | –      | o      | o      | o      | xxx    |        |        |        |        | 1.58   |
| 5                  | Olga Modrachová (TCH)    | –      | o      | o      | o      | o      | o      | xxx    |        |        |        |        | 1.58   |
| 6                  | Feodora Schenk (AUT)     | –      | –      | o      | o      | o      | xo     | xxx    |        |        |        |        | 1.58   |
| 7                  | Nina Kossova (URS)       | –      | –      | o      | o      | o      | xxo    | xxx    |        |        |        |        | 1.58   |
| 7                  | Dorothy Tyler (GBR)      | –      | –      | o      | o      | o      | xxo    | xxx    |        |        |        |        | 1.58   |
| 9                  | Gunhild Larking (SWE)    | –      | o      | o      | o      | o      | xxx    |        |        |        |        |        | 1.55   |
| 10                 | Alice Whitty (CAN)       | o      | o      | o      | o      | xo     | xxx    |        |        |        |        |        | 1.55   |
| 11                 | Galina Ganeker (URS)     | –      | –      | o      | xo     | xo     | xxx    |        |        |        |        |        | 1.55   |
| 12                 | Deyse de Castro (BRA)    | –      | –      | –      | o      | xxx    |        |        |        |        |        |        | 1.50   |
| 13                 | Dawn Josephs (CAN)       | o      | o      | o      | o      | xxx    |        |        |        |        |        |        | 1.50   |
| 14                 | Solveig Ericsson (SWE)   | –      | o      | xo     | o      | xxx    |        |        |        |        |        |        | 1.50   |
| 15                 | Seija Pöntinen (FIN)     | –      | o      | o      | xxo    | xxx    |        |        |        |        |        |        | 1.50   |
| 16                 | Sisko Heikkilä (FIN)     | o      | o      | xxx    |        |        |        |        |        |        |        |        | 1.40   |
| 17                 | Tamara Metal (ISR)       | o      | xo     | xxx    |        |        |        |        |        |        |        |        | 1.40   |